# Myotis yumanensis
Myotis yumanensis es una especie de murciélago de la familia Vespertilionidae.

## Distribución geográfica
Se encuentra en  Canadá, México y Estados Unidos.